# Grimmia arcuatifolia
Grimmia arcuatifolia är en bladmossart som beskrevs av Kindberg 1889. Grimmia arcuatifolia ingår i släktet grimmior, och familjen Grimmiaceae. Inga underarter finns listade i Catalogue of Life.